# Colluricincla megarhyncha
Colluricincla megarhyncha е вид птица от семейство Colluricinclidae.

## Разпространение
Видът е разпространен в Австралия, Индонезия и Папуа Нова Гвинея.